# Marcel Bigeard

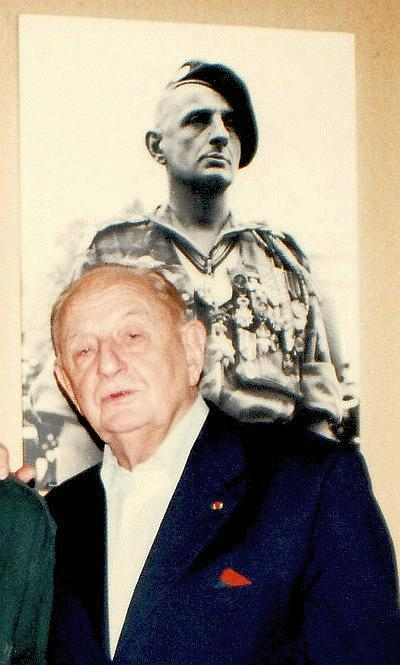
Marcel Bigeard 1996 vor einem Foto von sich aus der Zeit von Điện Biên Phủ

Marcel Bigeard (* 14. Februar 1916 in Toul, Département Meurthe-et-Moselle, Frankreich; † 18. Juni 2010 ebenda) war ein französischer Offizier, der im Zweiten Weltkrieg, im Indochina- und im Algerienkrieg eingesetzt war.

## Leben
Marcel-Maurice Bigeard war der Sohn von Charles Bigeard (1880–1948) aus Toul, Weichensteller bei der Eisenbahngesellschaft Chemins de fer de l’Est, und von Marie-Sophie Ponsot (1880–1964).
Nach sechs Jahren Arbeit als Bankangestellter bei der Société Générale in Toul verpflichtete er sich 1936 bei der französischen Armee. Im Juni 1940 wurde er während des Westfeldzugs gefangen genommen und verbrachte 18 Monate im Stalag 12 A in Limburg an der Lahn. Erst bei seinem dritten Versuch im November 1941 gelang ihm die Flucht, und er erreichte die freie Zone des Vichy-Regimes. Im Januar 1942 heiratete er in Nizza seine Jugendfreundin Gabrielle Grandemange (1919–2011), und im Februar 1942 schloss er sich den Freifranzosen in Französisch-Westafrika an. Ab Oktober 1945 war Bigeard im Indochinakrieg Bataillonskommandeur der Fallschirmjäger und nahm unter anderem an den Schlachten um Nghia Lo und Dien Bien Phu teil. In Letzterer geriet er nach der Kapitulation 1954 in Gefangenschaft der Việt Minh. Für sein Verhalten während der Schlacht wurde er zum Oberstleutnant befördert.
Während des Algerienkrieges ließ Bigeard als Untergebener des Generals Jacques Massu Folterungen und Erschießungen durchführen. Bei sogenannten Todesflügen wurden Algerier aus Flugzeugen ins Mittelmeer geworfen, meist mit Gewichten beschwert. Der französische Geheimdienst nannte die Ermordeten zynisch „Crevettes Bigeard“ (Bigeards Garnelen). Nach – schwer überprüfbaren – Angaben eines involvierten französischen Offiziers wurden 4000 Algerier auf diese Art ermordet. Die französische Regierung beschloss eine Amnestie für das Vorgehen in Algerien, so dass Bigeard und die anderen verantwortlichen Militärs nicht zur Rechenschaft gezogen wurden.
1976 beendete er seine Karriere als Général de corps d’armée. 1975 trat er einen einjährigen Dienst als Staatssekretär im Verteidigungsministerium an. Von 1978 bis 1988 war er Abgeordneter in der Nationalversammlung für das Département Meurthe-et-Moselle.
General Bigeard war der am höchsten dekorierte Militär Frankreichs. Er wurde unter anderem mit dem Grand-croix de la Légion d’honneur und der Médaille de la Résistance ausgezeichnet. Nach ihm wurde die Bigeard-Mütze (Casquette Bigeard) benannt, die ab 1960 auch in den portugiesischen Streitkräften eingeführt wurde.